# Thutmosis I
Thutmosis I (thỉnh thoảng còn gọi là Thothmes, Thutmosis hay Tuthmosis, có nghĩa là "thần Thoth sinh ra") là pharaon thứ ba của Vương triều thứ 18 nước Ai Cập. Ông lên ngôi sau khi vua Amenhotep I qua đời. Trong thời gian trị vì của mình, ông đã mở chiến dịch xâm lược vùng Cận đông và Nubia, mở mang biên giới Ai Cập tới đỉnh cao của nó. Ông cũng cho xây nhiều đền thờ các vị thần Ai Cập và cho xây lăng mộ đầu tiên trong Thung lũng các vị vua.
Ông sau đó được kế vị bởi người con trai, Thutmosis II, người sau đó lại được kế vị bởi em gái, Hatshepsut, và cũng là vợ của Thutmosis II. Thời gian cai trị của ông thường được xem là từ năm 1506 tới 1493 TCN, nhưng một số ít học giả- những người nghĩ rằng việc quan sát thiên văn được sử dụng để tính toán thời gian trong các ghi chép Ai Cập cổ đại được tiến hành từ thành phố Memphis chứ không phải từ Thebes- và do đó vương triều của ông phải là từ 1526-1513 TCN.

## Gia đình
Đã có suy đoán rằng người cha của Thutmose là Amenhotep I. Người mẹ của ông, Senseneb, không mang huyết thống hoàng gia và có thể là một người vợ bé hoặc vợ lẽ. Hoàng hậu Ahmose, người giữ danh hiệu của Chính cung hoàng hậu của Thutmose, có lẽ là con gái của Ahmose I và em gái của Amenhotep I. Tuy nhiên, bà đã không bao giờ được gọi là "Con gái của đức vua," vì vậy có một số nghi ngờ về điều này, và một số sử gia tin rằng bà là em gái của Thutmose. Giả sử bà có liên quan đến Amenhotep, điều đó có thể suy luận rằng bà đã kết hôn với Thutmose để đảm bảo quyền kế vị. Tuy nhiên, điều này được cho là không phải bởi vì hai lý do. Thứ nhất, chiếc thuyền ba buồm bằng thạch cao tuyết hoa của Amenhotep được làm tại Karnak kết hợp cả tên Amenhotep cũng như của tên Thutmose trước khi Amenhotep băng hà Thứ hai, người con trai cả của Thutmose với Ahmose, Amenmose, rõ ràng là được sinh ra từ lâu trước khi Thutmose lên ngôi. Ông ta đã xuất hiện trên một tấm bia đá đi săn gần Memphis có niên đại là năm cai trị thứ tư của Thutmose, và ông ta đã trở thành "đại tướng quân của cha mình" trước khi qua đời, mà có lẽ là trước khi Thutmose qua đời vào năm cai trị thứ 12 của ông. Thutmose có một người con trai khác, Wadjmose, và hai người con gái, Hatshepsut và Nefrubity với Ahmose. Wadjmose cũng đã qua đời trước cha mình, và Nefrubity đã mất khi còn là một trẻ sơ sinh Thutmose còn có một người con trai với một người vợ khác, Mutnofret. Người con trai này sau này đã kế vị ông trở thành Thutmose II, và được Thutmosis I gả người con gái Hatshepsut của mình cho ông ta. Sau đó điều này được ghi lại bởi Hatshepsut rằng Thutmose muốn giao lại vương quyền cho cả Thutmose II và Hatshepsut. Tuy nhiên, điều này được coi là sự tuyên truyền từ những người ủng hộ của Hatshepsut nhằm hợp thức hóa việc lên ngôi vua sau này của bà.

## Những thành tựu quân sự

Lãnh thổ cực đại của Ai Cập (Thế kỷ 15 TCN)

Sau khi Thutmose đăng quang, vùng đất Nubia đã khởi nghĩa chống lại sự cai trị của người Ai Cập. Theo như tự truyện trong ngôi mộ của Ahmose, con trai của Ebana, Thutmose tiến quân theo dòng sông Nile, đích thân tham gia vào trận chiến và tự tay giết chết vị vua Nubia. Sau chiến thắng này, ông đã treo thi thể vị vua Nubia lên mũi con thuyền của mình, trước khi ông trở về Thebes. Sau chiến dịch đó, ông tiếp tục lãnh đạo một cuộc viễn chinh lần thứ hai ở Nubia vào năm thứ ba của ông, và ra lệnh nạo vét con kênh ở thác nước thứ nhất, vốn được xây dựng dưới triều vua Sesostris III của Vương triều thứ 12-nhằm tạo điều kiện đi lại dễ dàng hơn tới thượng nguồn từ Ai Cập đến Nubia. Điều này đã giúp hợp nhất Nubia vào đế chế Ai Cập Cuộc viễn chinh này được nhắc đến trong hai dòng chữ khắc riêng biệt bởi người con trai Thure của nhà vua:
Năm thứ 3, tháng đầu tiên của mùa thứ ba, ngày 22, dưới sự uy nghiêm của Vua của Thượng và Hạ Ai Cập, Aakheperre người được ban cho cuộc sống. Bệ hạ đã hạ lệnh đào con kênh này sau khi ngài nhận thấy nó tắc nghẽn bởi đá [vì vậy] không [con thuyền nào đi qua được nó];
Năm thứ 3, tháng đầu tiên của mùa thứ ba, ngày 22. Bệ hạ đi thuyền qua con kênh này trong chiến thắng và uy quyền trên đường trở về sau khi đánh bại hoàn toàn những người Kush thảm hại.

Trong năm thứ hai dưới vương triều Thutmose, nhà vua đã cho dựng tấm bia tại Tombos, trong đó ghi rằng ông đã xây dựng một pháo đài ở Tombos, gần thác nước thứ ba, như một cách xác định việc mở rộng sự hiện diện của quân đội Ai Cập, mà trước đó đã dừng lại tại Buhen, ở thác nước thứ hai. Điều này ngầm chỉ ra rằng ông đã vừa tiến hành một chiến dịch ở Syria trước đó; do đó, chiến dịch Syria của ông có thể sảy ra vào thời điểm bắt đầu năm cai trị thứ hai của ông. Chiến dịch thứ hai này đã tiến xa về phía bắc hơn bất kỳ vị vua Ai Cập nào khác đã từng làm. Ông dường như đã thiết lập một tấm bia đá khi ông vượt qua sông Euphrates, mặc dù vậy nó vẫn chưa được tìm thấy cho tới ngày nay. Trong chiến dịch này, các ông hoàng Syria đã tuyên bố trung thành với Thutmose. Tuy nhiên, sau khi ông trở về, họ lại ngưng cống nạp và bắt đầu củng cố nhằm chống lại các cuộc xâm lược trong tương lai. Thutmose đã mừng chiến thắng của mình bằng cuộc săn voi ở vùng đất Niy, gần Apamea,Syria, và trở về Ai Cập với những câu chuyện kỳ lạ về sông Euphrates, "rằng dòng nước chảy ngược dòng trong khi đáng lý nó nên chảy xuống hạ lưu." Sông Euphrates là con sông lớn đầu tiên chảy từ phía bắc mà người Ai Cập từng gặp, trong khi thượng nguồn sông Nile lại ở phía Nam. Vì vậy dòng sông trở nên nổi tiếng ở Ai Cập một cách đơn giản chỉ là, "nước chảy ngược".
Thutmose đã phải đối mặt với nhiều mối đe dọa quân sự, một cuộc nổi dậy khác ở Nubia đã nổ ra vào năm cai trị thứ tư của ông. Uy quyền của ông thậm chí còn mở rộng xa hơn về phía nam, vì một dòng chữ có niên đại vào vương triều của ông đã được tìm thấy ở phía nam tới tận Kurgus, phía nam của thác nước thứ tư. Trong thời gian trị vì của mình, ông đã khởi xướng một số kế hoạch mà đã có hiệu quả trong việc kết thúc nền độc lập của Nubia suốt 500 năm sau. Ông đã mở rộng một ngôi đền của Sesostris III và Khnum, đối diện với Semna phía bên kia sông Nile. Ngoài ra còn có những ghi chép về các nghi lễ tôn giáo đặc trưng mà vị phó vương của El-Kab thực hiện trong các ngôi đền ở Nubia dưới sự ủy quyền của nhà vua. Ông cũng phong cho một người có tên là Turi chức phó vương của Kush, còn được gọi là "Con trai vua của Cush."

## Công trình xây dựng

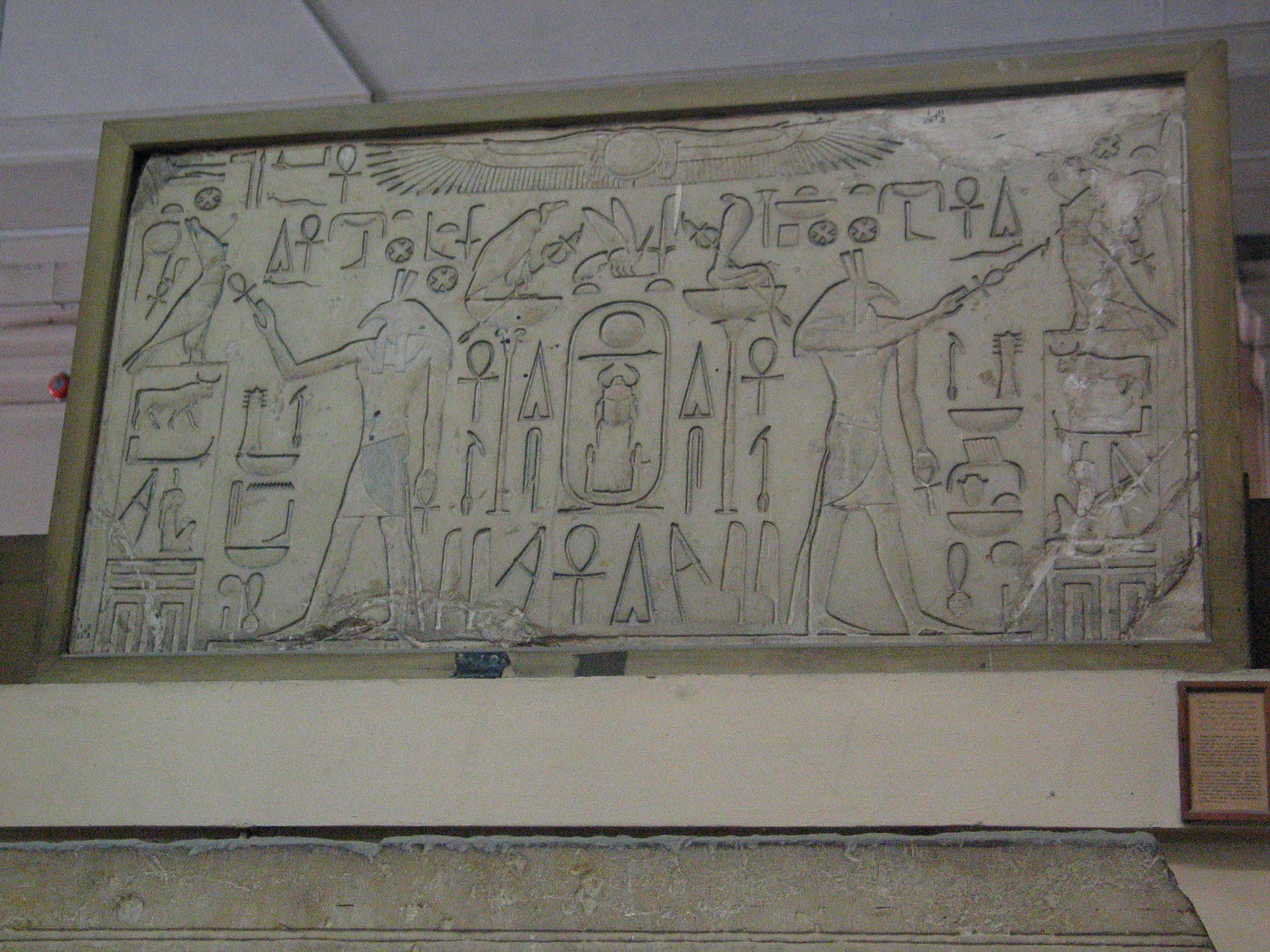
Bia đá của Thutmose I tại bảo tàng Cairo

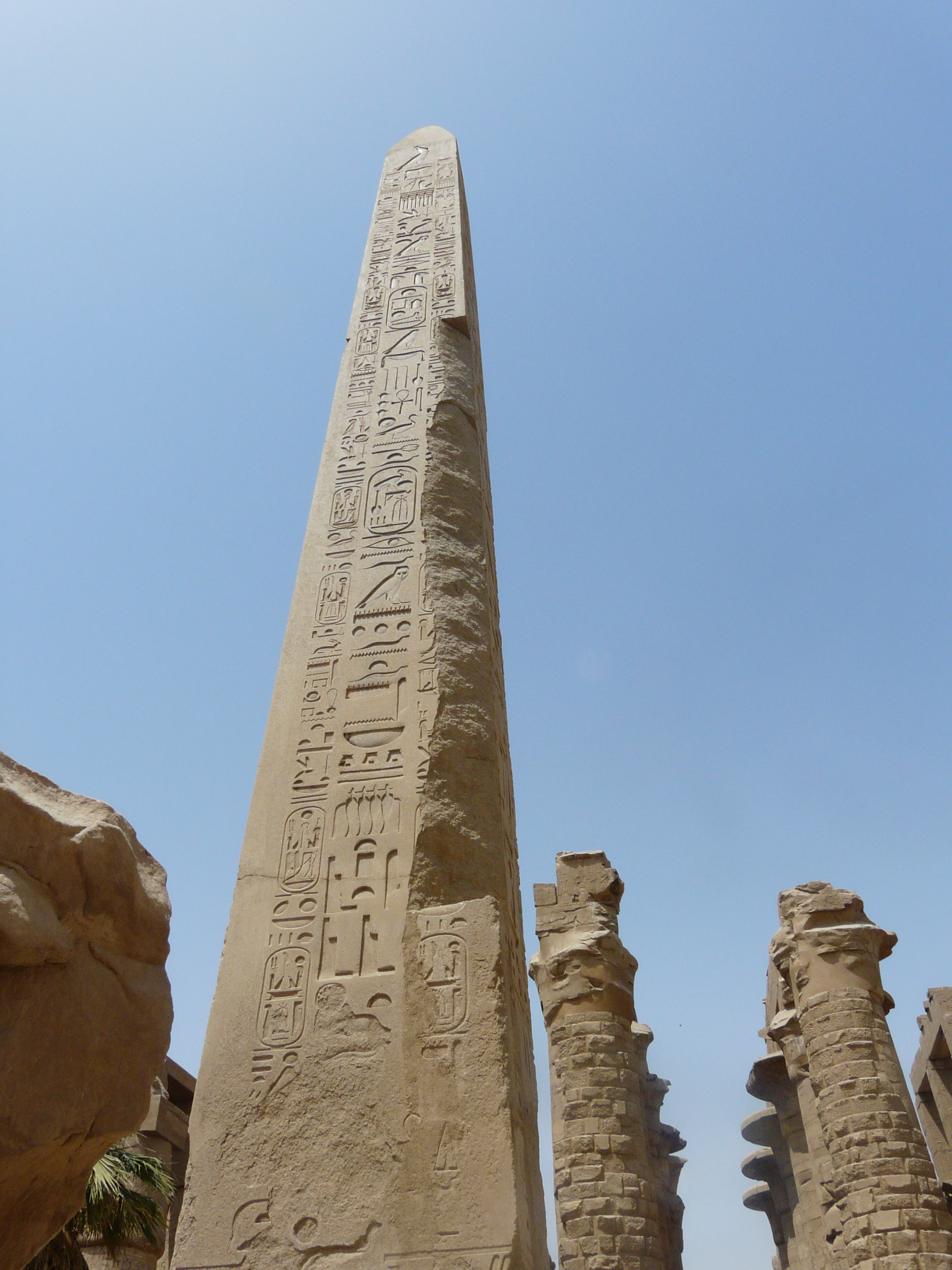
Cột tháp tưởng niệm của Thutmose I tại Karnak

Thutmose I đã thiết lập nên nhiều công trình xây dựng lớn dưới vương triều của ông, trong đó có nhiều đền thờ và lăng mộ, nhưng công trình lớn nhất của ông là tại đền Karnak dưới sự giám sát của kiến trúc sư Ineni. Trước thời Thutmose, Karnak có thể chỉ bao gồm duy nhất một con đường dài dẫn đến một bệ thờ trung tâm, với một số đền thờ con thuyền mặt trời dọc theo bên đường. Thutmose là vị vua đầu tiên tiến hành mở rộng ngôi đền một cách mạnh mẽ. Thutmose đã cho xây dựng tháp môn thứ năm dọc theo con đường chính của ngôi đền, cùng với một bức tường chạy xung quanh khu vực thiêng liêng bên trong và hai cột cờ ở hai bên cổng vào. Ở phía bên ngoài, ông đã xây dựng một tháp môn thứ tư và một bức tường vây quanh khác. Ở giữa tháp môn thứ tư và năm, ông đã xây dựng một đại sảnh đường, với các cột làm bằng gỗ tuyết tùng. Loại kết cấu này vốn rất phổ biến trong các ngôi đền Ai Cập cổ đại, và được cho là tượng trưng cho một đầm lầy cói, một biểu tượng theo thuyết sáng tạo của người Ai Cập. Dọc theo các cạnh của đại sảnh này ông đã xây dựng các bức tượng khổng lồ, mỗi một bức tượng lại luân phiên mang vương miện của Thượng Ai Cập và vương miện của Hạ Ai Cập. Cuối cùng, bên ngoài tháp môn thứ tư, ông đã cho dựng lên thêm bốn cột cờ  và hai tháp tưởng niệm, mặc dù một trong số chúng đã sụp đổ đã không được chạm khắc cho tới tận thời của Thutmose III khoảng 50 năm sau đó. Các cây cột bằng gỗ tuyết tùng trong đại sảnh đường của Thutmose I đã được Thutmose III thay thế bằng các cột đá sau này, tuy nhiên ít nhất là hai cây cột nằm về phía cực bắc đã được chính Thutmose I thay thế. Hatshepsut cũng dựng hai tháp tưởng niệm của riêng bà bên trong đại sảnh đường của Thutmose I.
Ngoài Karnak, Thutmose I cũng được xây dựng các bức tượng Ennead tại Abydos, các công trình tại Armant, Ombos, el-Hiba, Memphis, và Edfu, cũng như mở rộng thêm cho các công trình tại Nubia, ở Semna, Buhen, Aniba, và Quban.
Thutmose I là vị vua đầu tiên chắc chắn đã được chôn cất ở thung lũng các vị vua. Ineni đã được giao nhiệm vụ xây dựng ngôi mộ này, và có lẽ là đã xây dựng ngôi đền thờ cúng của ông. Ngôi đền thờ cúng của ông đã không được tìm thấy, rất có thể vì nó đã kết hợp hoặc bị phá hủy trong quá trình xây dựng ngôi đền thờ cúng của Hatshepsut tại Deir el-Bahri. Tuy nhiên, ngôi mộ của ông, đã được xác định là KV38. Một cái quách làm bằng đá thạch anh màu vàng mang tên Thutmose I đã được tìm thấy ở đó. Tuy vậy, thi hài của ông có thể đã được Thutmose III cho di chuyển đến ngôi mộ của Hatshepsut, KV20, mà cũng có một chiếc quách với tên của Thutmose I trên đó.

## Qua đời và an táng
Thutmose I ban đầu được chôn cất và sau đó cải táng ở KV20, một ngôi mộ đôi cùng với người con gái của ông, Hatshepsut hơn là ở KV38 mà có thể chỉ được xây dựng cho Thutmose I dưới vương triều của cháu ông, Thutmose III dựa trên việc "tái khảo sát gần đây về kiến trúc và nội dung của KV38. " Vị trí của KV20 từ lâu đã được biết đến từ cuộc viễn chinh của Napoleon vào năm 1799 và vào năm 1844, học giả người Phổ Karl Richard Lepsius đã khám phá ra một phần đoạn hành lang phía trên của nó. Tuy nhiên, tất cả các lối đi của nó "đã bị chặn lại bởi một đống đổ nát vững chắc, những viên đá nhỏ và rác đó đã được nước lũ đưa vào ngôi mộ" và mãi cho đến mùa khai quật năm 1903-1904, sau 2 năm làm việc căng thẳng trước đó, Howard Carter đã có thể dọn sạch hành lang này và tiến vào phòng mai táng kép của nó. Ở đây, trong số các mảnh vỡ của đồ gốm và những mảnh bình đá vỡ từ buồng mai táng và hàng lanh dưới, còn có dấu tích còn lại của hai chiếc bình được làm cho hoàng hậu Ahmose Nefertari mà ban đầu là một phần trong số các đồ tùy táng của Thutmose I; một trong những bình chứa một dòng chữ nói rằng Thutmose II "[làm nó như] là vật kỷ niệm của ông ta dành cho người cha." Một chiếc bình khác còn mang tên và tước hiệu của Thutmose I cũng đã được chạm khắc bởi người con trai và là người kế vị của ông, Thutmose II, ngoài ra còn có mảnh vỡ của chiếc bình đá được làm cho Hatshepsut trước khi bà trở thành pharaon và một chiếc bình đá khác có mang tên hoàng gia của bà 'Maatkare' mà sẽ chỉ được làm sau khi bà đã lên ngôi vua.

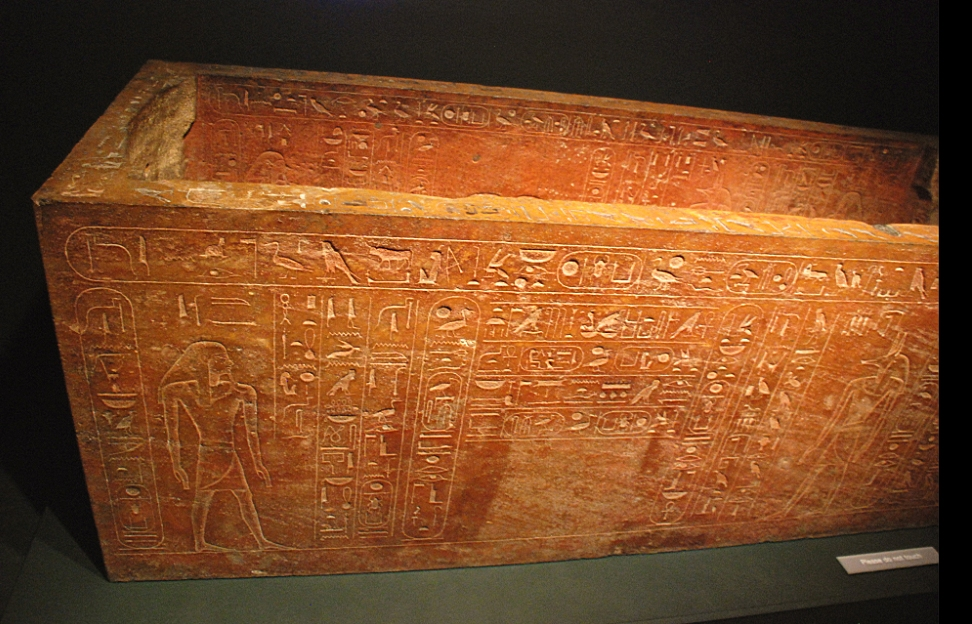
Hatshepsut dùng chiếc quách thạch anh này vốn ban đầu được làm cho bà để tái an táng người cha, Thutmose I, ở KV20 (Bảo tàng mỹ thuật Boston)

Tuy nhiên, Carter cũng đã phát hiện ra 2 chiếc quách riêng biệt trong phòng mai táng. Chiếc quách chạm khắc tuyệt đẹp của Hatshepsut "được phát hiện là đã mở và không có dấu hiệu nào của một thi hài, và nắp của nó bị vứt bỏ lại trên mặt sàn", nó bây giờ được đặt tại Bảo tàng Cairo cùng với một chiếc rương nội tạng bằng đá thạch anh màu vàng. Chiếc quách thứ hai được tìm thấy nằm bên cạnh nó với nắp quách gần như còn nguyên vẹn và tựa vào bức tường gần đó; Chiếc quách này được tặng cho Theodore M. Davis, người đã hỗ trợ tài chính cho cuộc khai quật, như là một hành động thiện ý đáp lại sự hỗ trợ tài chính hào phóng của ông. Davis sau đó lại tặng nó cho Bảo tàng Mỹ thuật ở Boston. Chiếc quách bằng đá thạch anh thứ hai này ban đầu được khắc tên của "Vua của Thượng và Hạ Ai Cập, Maatkare Hatshepsut". Tuy nhiên, sau khi chiếc quách này được hoàn tất, Hatshepsut đã quyết định làm một chiếc quách hoàn toàn mới cho bản thân bà trong khi chiếc quách đã hoàn thành được bà dành cho vua cha, Thutmose I. Các thợ đá sau đó đã cố gắng để xóa những hình khắc ban đầu bằng cách khôi phục lại bề mặt của khối thạch anh và sau đó khắc tên và cùng với tước hiệu của Tuthmose I để thay thế. Chiếc quách bằng đá thạch anh này dài 7 feet và rộng 3 feet cùng với những bức tường dày 5 inch.
Xác ướp Thutmose I sau cùng đã được phát hiện trong hố chôn giấu bí mật ở Deir el-Bahri phía trên ngôi đền an táng của Hatshepsut, và được phát hiện vào năm 1881. Ông đã được chôn giấu cùng với những vị vua vương triều thứ 18 và 19 khác như Ahmose I, Amenhotep I, Thutmose II, Thutmose III, Ramesses I, Seti I, Ramesses II, và Ramesses IX, cũng như các vị vua Vương triều 21 như Pinedjem I, Pinedjem II, và Siamun.